# Sateska
Rijeka Sateska (makedonski: Сатеска река) je rijeka na 
jugozapadu Republike Makedonije jedan od većih pritoka 
Ohridskog jezera.

## Zemljopisne osobine
Rijeka izvire na Ilinskoj planini, te teče na zapad, zatim skreće na jug kod sela Botun u Struško pole,  potom ravnomjerno teče prema jugu i svom uviru u Ohridsko jezero istočno od grada Struge.
Najveći pritok je Zlestoskata reka (uvire kod sela Botuna), koju tvore tri potoka; Svinjski potok, Sreden dol i Lesanska reka.
Zbog velike sječe šuma, i intenzivne ratarske proizvodnje koja je počela od kraja XVIII st. rijeka Sateska je izmijenila svoj vodotok, i kod sela Volino probila novo korito i tekla ravno na istok prema koritu rijeke Crni Drim i tu sebi napravila novi uvir.
Godine 1961. promijenjen je vodotok rijeke Sateske (vraćena je u staro korito), tako da od tada umjesto da utječe u rijeku Crni Drim, skreće prema jugu, te starim koritom utječe u Ohridsko jezero.
Posljednjih decenija došlo je do velikog zagađenja voda rijeke Sateska, tako da su njene vode sad II kategorije, a ponekad za vrijeme ljetnih suša i malog vodotoka čak i III kategorije zagađenja.

## Pogledajte i ovo
- Ohridsko jezero